# Альбалофозавр
Альбалофозавр (лат. Albalophosaurus) — рід викопних птахотазових динозаврів підряду цераподів, що жили в ранньому крейдяному періоді (~145—140 мільйонів років тому), на території нинішньої Азії. Скам'янілості були знайдені в геологічній формації Kuwajima в Японії. Вперше описаний палеонтологами Ohashi й Barrett і 2009 році. Представлений одним видом — A. yamaguchiorum.

## Філогенія
Попри те, що Albalophosaurus був класифікований як базальний цератопс у філогенетичному аналізі, проведеному разом з описом роду, в голотипі присутня лише одна неоднозначна синапоморфія клади, і жодної з однозначних синапоморфій, що характеризують цератопсів, не спостерігається. Інші характеристики, такі як морфологія зубів, вказують на спорідненість цього роду з птахотазовими. Відтак автори оригінального опису роду відносять його до Cerapoda incertae sedis, і не вважають його цератопсом. Han та ін. (2012) виявили, що Albalophosaurus є більш похідним цератопсом, ніж Micropachycephalosaurus, Yinlong, Stenopelix та Chaoyangosaurus, але базальним відносно клади Psittacosaurus та більш похідних цератопсів.
За Fonseca та ін. (2024), остаточне таксономічне розміщення Albalophosaurus все ще залишається невизначеним, оскільки різні результати їхніх філогенетичних аналізів визначають цей рід як базального цератопса, можливо, базального пахіцефалозавра або сестринський таксон Marginocephalia.